# Смілянський Наум Лейбович
Наум Лейбович Сміля́нський (нар. 8 березня 1933, Одеса) — український радянський спеціаліст в галузі механізації виноградарства, кандидат технічних наук з 1969 року. Лауреат Державної премії СРСР у галузі техніки за 1971 рік.

## Біографія
Народився 8 березня 1933 року в місті Одесі (нині Україна). 1955 року закінчив Одеський політехнічний інститут. Упродовж 1955—1958 років працював майстром цеху Новокраматорського заводу важкого машинобудування; у 1958—1967 роках — інженером Одеського заводу сільськогосподарського машинобудування. З 1967 року — в Українському науково-дослідному інституті виноградарства та виноробства імені Василя Таїрова (з 1974 року — завідувач відділу механізації).

## Зауваги
1. ↑  за участь у розробці та впровадженні у виробництво технології механізованого обробітку виноградників у зоні укривного виноградарства.